# The Bronx (gruppo musicale)
The Bronx è un gruppo hardcore punk statunitense di Los Angeles (California), fondato nel 2002.

## Storia
Formati nel 2002, The Bronx hanno firmato un contratto con la Island Def Jam Records con dodici concerti all'attivo sotto l'etichetta discografica. Hanno raggiunto subito il successo grazie a lunghi tour negli Stati Uniti, l'Europa e l'Australia, spettacoli live e un suono tra l'hardcore punk degli anni ottanta e il rock moderno.
Il gruppo ha pubblicato due album completi con il loro nome (nel 2003 e nel 2006), oltre al due EP comprendenti il singolo Bats!. Un DVD live, chiamato Live at the Annandale, è stato registrato al Hotel Annandale Hotel di Sydney, Australia e pubblicato dalla loro casa discografica, White Drugs. Il 2006 ha visto la pubblicazione del loro secondo omonimo album, che contiene i singoli White Guilt, History's Stranglers e Shitty Future. Per quest'album si è aggiunto Ken Horne (The Dragons), entrato a far parte del gruppo come secondo chitarrista.
Alla fine degli anni 2000 The Bronx iniziano a registrare due album, entrambi con il loro nome. The Bronx sarà un album punk, mentre El Bronx sarà un disco mariachi.

## Influenze
Lo stile di The Bronx è altamente influenzato da gruppi della scena hardcore degli anni '80, come i Black Flag, i Fear ed i Bad Brains, nonché da gruppi punk anni settanta come The Saints e The Victims. Questo stile è mescolato con riff di chitarra più moderni e uno stile hardcore di batteria, rendendo unico lo stile.

## Apparizioni in altri media
Sono state utilizzate due diverse canzoni di The Bronx in due giochi della serie Need for Speed della Electronic Arts. Notice Of Eviction si può trovare in Need For Speed: Underground 2, mentre Around The Horn è presente in Need For Speed: Carbon.
Hanno inoltre scritto la canzone Sunset City per la colonna sonora ufficiale del videogioco Sunset Overdrive.

## Componenti
- Matt Caughthran - voce
- Joby J. Ford - chitarra
- James Tweedy - basso
- Jorma Vik - batteria
- Ken Horne - chitarra secondaria

## Discografia

### Album in studio
- 2003 - The Bronx
- 2006 - The Bronx
- 2008 - The Bronx
- 2009 - Mariachi El Bronx
- 2013 - IV

### EP
- 2002 - Sure Death
- 2003 - La Muerte Viva

### Singoli
- 2003 - Bats!
- 2004 - They Will Kill Us All
- 2004 - False Alarm